# Dödsstraff i Kanada
Dödsstraff praktiserades officiellt i Kanada till 1976, då det avskaffades för alla civila brott (i militärlagstiftning kvarstod straffet till 1998). Dubbelhängningen av polismördarna Arthur Lucas och Ronald Turpin, den sista i landet, verkställdes i december 1962 i Toronto.
Till en kriminalreform genomdriven under John Diefenbakers regering 1961 var dödsstraffet obligatoriskt för mord i ordinarie rättegång. Fallet Steven Truscott, en 14-åring som dömdes till döden 1959 för ett sexmord, bidrog emellertid till även stark internationell kritik. Reformen 1961 begränsades dödsstraffet till en rad kategorier, inklusive förberett mord, mord som föregåtts av våldsbrott, mord av väktare och polismord (vilket var rubriceringen för de sista avrättningarna, de enda att äga rum efter reformen 1961). 1967, under Lester B. Pearsons regering inskränktes lagstiftningen till två brott; mord av polisman i tjänst eller fängelsevakt (begånget av en fånge eller flykthjälpare). 
I praktiken sågs Pearsonreformen 1967 som slutpunkten för dödsstraffet i landet. Både Pearson och Diefenbaker stödde reformen. 1973 förlängdes lagstiftningen medan utfärdade dödsdomar summariskt omvandlades till fängelse. Den sista dödsdomen, mot internen Mario Gauthier, utfärdades av en domstol i Quebec 1976. Straffet avskaffades samma år på initiativ av Pierre Trudeaus liberala regering i en jämn omröstning med 130 mot 124 röster. Både de konservativa och liberala var kluvna i frågan, medan det senare som helhet var draget åt avskaffande även formellt.

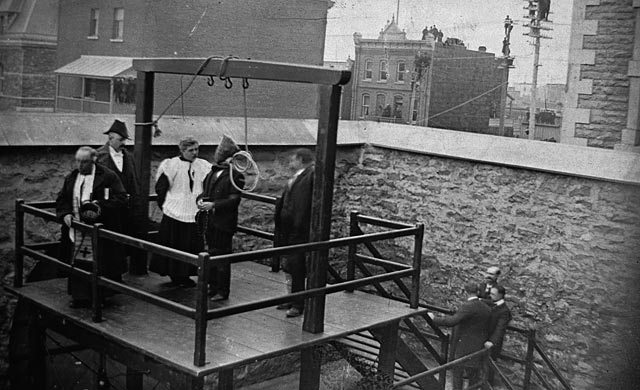
Hängningen av Stanislaus Lacroix 1902. Avrättningar ägde från sent 1800-tal rum bakom stängda dörrar, men kunde ses från höga byggnader och telefonstolpar.

I modern tid har ett antal beryktade mordfall väckt debatten om återinförande; 1987, sedan straffet åter tagits i bruk i USA, röstade Kanadas underhus om att återinföra dödsstraffet men misslyckades knappt då även konservativa parlamentsledamöter i synnerhet från Quebec, samt premiärminister Brian Mulroney röstat emot förslaget, som föll med röstetalet 127-148 (126 konservativa och en liberal för – 55 konservativa, övriga liberaler och samtliga nydemokrater röstade emot återinförande). 
Till skillnad från de flesta västdemokratier (utom Schweiz) är Kanada inte bundet av mellanstatliga överenskommelser att inte ta straffet i bruk. Opinionsstödet för återinförande har under 2000-talet tenderat överstiga 50 %, med över 70 % för i provinserna British Columbia och Alberta. Premiärminister Stephen Harper uttryckte personligt stöd för dödsstraffet "i några fall" i en intervju 2011 men avfärdade återinförande som orealistiskt och orimligt. Sedan det populistiska Reform Party uppgick i Canadian Alliance 2000 driver inget parti frågan, och Harpers uttalande kan därmed ses som normativt för den kanadensiska allmänheten. Harpers regering har emellertid meddelat att man inte i fortsättningen kommer automatiskt söka nåd för kanadensiska medborgare som dömts till döden utomlands (främst i USA), vilket erfarit kraftig kritik.
Berömda avrättningar inkluderar Stanislaus Lacroix (1902), Albert Guay (1951) och paret Turpin och Lucas (1962).